# Springbok Series
Les Springbok Series (ou Championnat d'Afrique du Sud des voitures de sport) était un championnat de course d'endurance automobile se déroulant principalement en Afrique du Sud, mais également en Rhodésie et au Mozambique (alors colonie portugaise). Les compétitions se sont déroulées de 1964 à 1973, et ont dû être suspendues au cours de l'année 1973 lors du premier choc pétrolier. L'événement phare du championnat était les 9 Heures de Kyalami. De nombreux pilotes et équipes européens y participaient, grâce au calendrier austral qui permettait l'organisation de courses estivales en novembre et décembre, après les saisons  Championnat du monde des voitures de sport et du CanAm.
Le nom de la série fait référence au Springbok, une gazelle d'Afrique méridionale, également un des symboles de l'Afrique du Sud.

## Palmarès
| 1964 à 1966 | à préciser         | à préciser              | à préciser          | à préciser         | à préciser         | à préciser         |
| 1967        | Edward Nelson      |                         | Paul Hawkins        | Mike Hailwood      |                    |                    |
| 1968        | inconnu            | inconnu                 | inconnu             | inconnu            | inconnu            | inconnu            |
| 1969        | inconnu            | inconnu                 | inconnu             | inconnu            | inconnu            | inconnu            |
| 1970        | Brian Redman       | Chevron B16 Spyder-Ford | Bruce van der Merwe | Mike De Udy        |                    |                    |
| 1971        | John Love          | Lola T212-Ford          | Jochen Mass         | Mike Hailwood      |                    |                    |
| 1972        | Gerry Birrell      | Chevron B21/23-Hart     | Jochen Mass         | Peter Gethin       |                    |                    |
| 1973        | Saison interrompue | Saison interrompue      | Saison interrompue  | Saison interrompue | Saison interrompue | Saison interrompue |

## Source de la traduction
- (de) Cet article est partiellement ou en totalité issu de l’article de Wikipédia en allemand intitulé « Springbok Series » (voir la liste des auteurs).